# Bublik
Il bublik (in russo бублик?, búblik, in ucraino бублик?, búblyk) è un tradizionale pane dolce dalla consistenza secca e dura dell'Est europeo. Si tratta di un anello di pasta di frumento lievitata che viene fatta bollire in acqua per un breve periodo prima di venire cotta. Altrettanto diffusi nelle stesse aree geografiche sono i baranka, simili a taralli e dalle dimensioni più piccole rispetto ai bublik, e i suška, anelli di pane del diametro di pochi centimetri.
I bublik vengono spesso consumati come spuntino oppure vengono immersi nel tè come i baranka e i suška. Un altro modo comune di mangiare i bublik è di romperli in diversi frammenti e di mangiarli con marmellata (varen'e), panna acida (smetana) o altri condimenti simili. A differenza dei moderni bagel, i bublik vengono raramente considerati un alimento per la colazione e hanno una consistenza più densa e facile da masticare.

## Storia

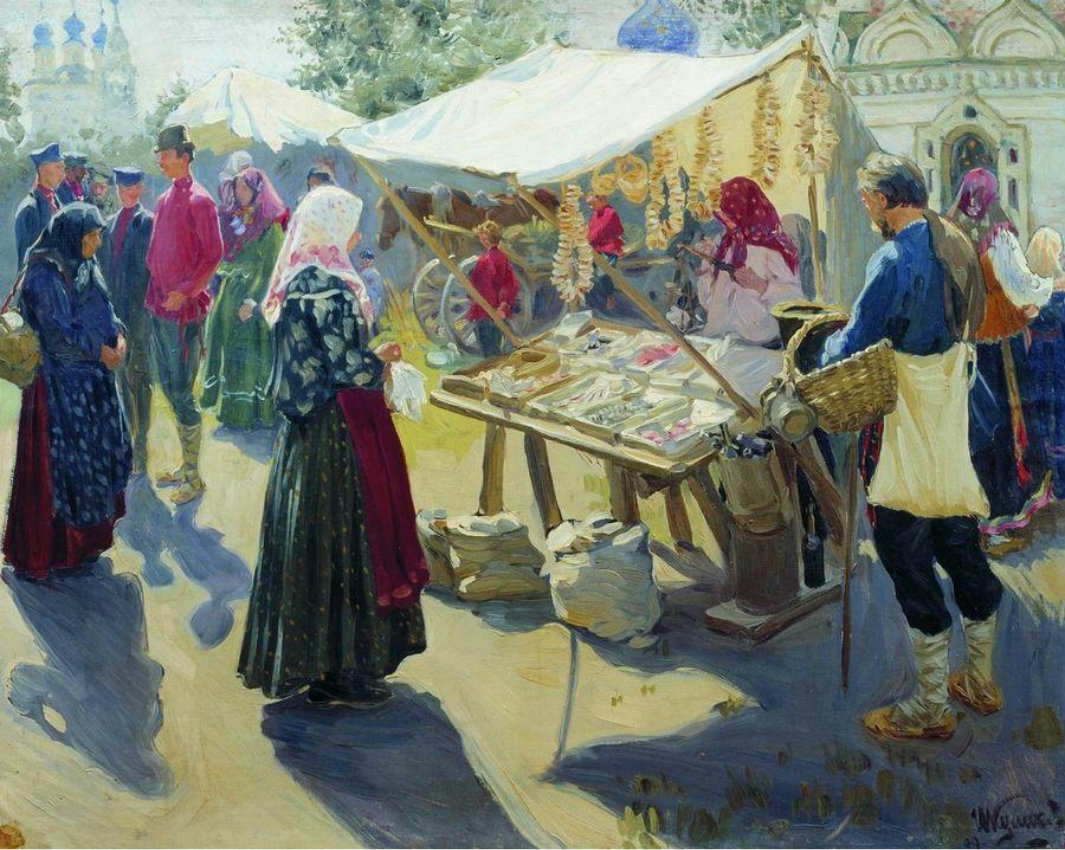
Куликов И.С. Базар с баранками, opera di Ivan Kulikov

La prima menzione scritta riguardo ai bagel si trova nel regolamento comunitario della città di Cracovia nel 1610. Il bagel si diffuse attraverso la Polonia attraverso tutte le aree con una significativa popolazione ebraica, raggiungendo l'Ucraina, dove ottenne la sua forma attuale. La parola "bublik" venne adottata in lingua russa e ucraina, e fu documentata per la prima volta nel XVIII secolo. Il Lexicon or Alphabetic Collection of Speeches from Russian to Dutch di Jacob Bruce pubblicato nel 1717 a San Pietroburgo, parla per la prima volta di "bublik di grano" in russo бублик пшеничнои?.
Il termine "baranka", in riferimento a una variante più piccola dei bublik fu invece menzionato per la prima volta da fonti russe nel XVII secolo. Il libro mastro del monastero di Valday Iversky recita "Baranki e uova acquistate per i fratelli nel villaggio di Bogoroditsino (oggi Valdaj) per dieci altyn" in una voce datata 1665. Nel XIX secolo la città di Valdaj divenne famosa per i suoi baranka, che furono anche menzionati da Aleksandr Puškin, Aleksandr Radiščev e altri.
William Pokhlyobkin traccia l'origine dei baranka russi in quella che ora è la Bielorussia, in particolare nella città di Smarhon', nell'ex Granducato di Lituania). Fino all'inizio del XX secolo, la maggior parte della popolazione di Smarhon' era ebraica e si supponeva che il baranka fosse usato per nutrire gli animali nella scuola locale di addestramento degli orsi (la cosiddetta "Accademia degli orsi"). I racconti scritti sui baranka di Smarhon' apparvero nel diciannovesimo secolo. Adam Kirkor ha scritto nell'enciclopedia Picturesque Russia: "A Smorgon", nel distretto di Ošmiany, nella provincia di Vilna, quasi tutta la popolazione piccolo-borghese è occupata a cuocere piccoli bubliki, o kringle, che sono ampiamente conosciuti come Smogon' obvaranki. Fasci di questi bubliki, vengono inoltre trasportati a Vilna e in altre città." Władysław Syrokomla definì Smarhon' la "capitale degli obwarzanki famosa in tutta la Lituania". Gli Smarhon' obwarzanki erano un regalo tradizionale alla fiera di San Casimiro di Vilnius.

## Etimologia
La parola "bublik" deriva dall'antica lingua slava orientale бубьлъ (bubl), e dal proto-slavo * bǫbьlь, da cui sono originate anche il polacco bąbel, la boubel ceca e la bublina slovacca. Tutte queste parole significano "bolla".
Il russo baranka, o baranok, è invece una contrazione della parola obvaranok (in russo обваранок?), ovvero "scottato". L'abaranak bielorusso, l'ucraino ob[v]arinok e il polacco obwarzanek condividono la stessa etimologia. L'ortografia russa suggerisce che la parola sia stata adottata in lingua russa dal bielorusso.

## Preparazione

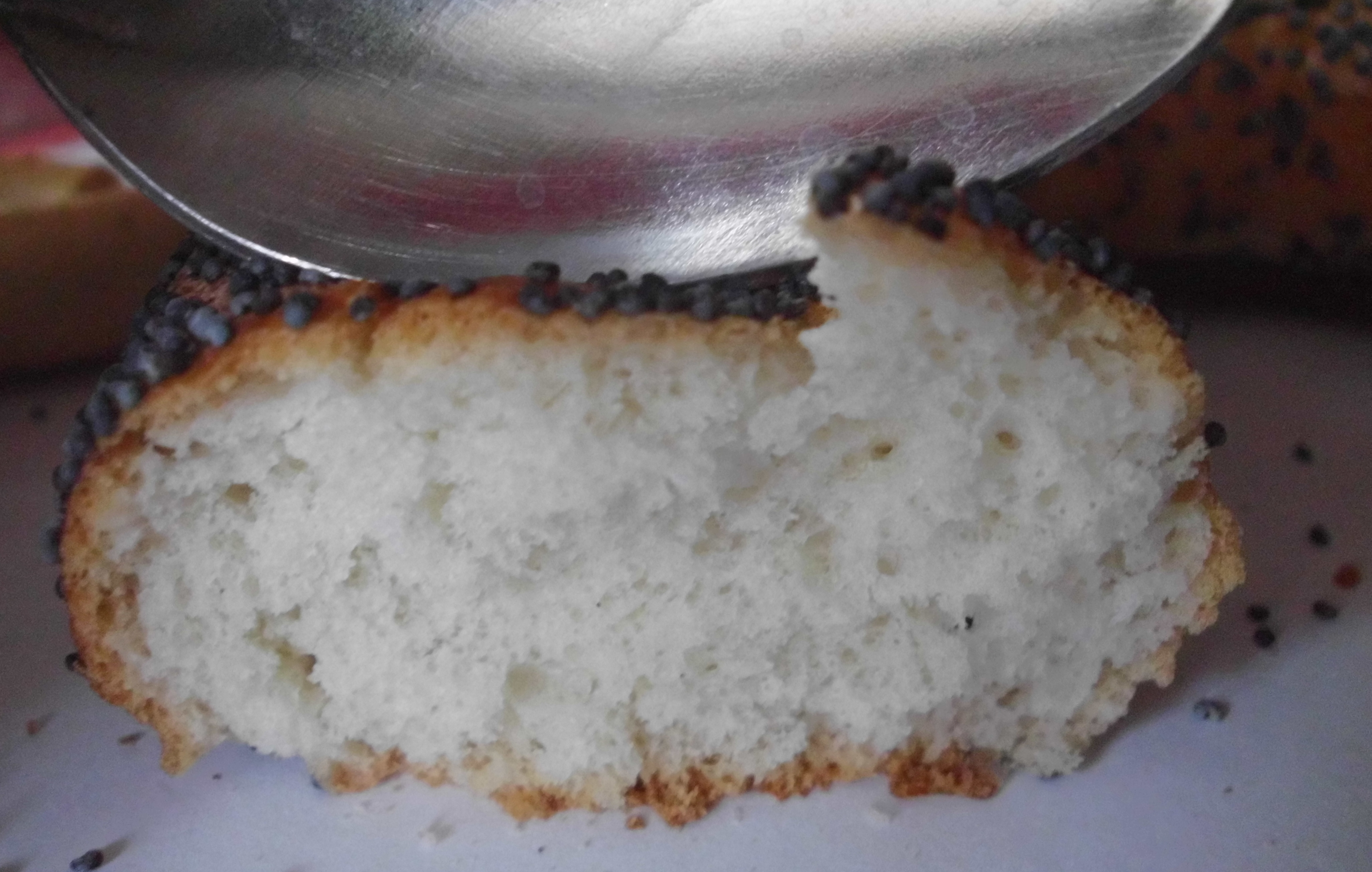
Interno di un bublik

I bublik sono fatti con pasta di frumento lievitata con lievito dolce con latte, burro e albume d'uovo. I semi di papavero sono un'aggiunta popolare all'impasto, così come molti altri ripieni. Per i bublik si omette lo zucchero e si possono invece aggiungere formaggio grattugiato e qualche goccia di succo di cipolla. I bublik sono presenti nei panettieri professionisti nei loro negozi, fiere di paese e mercati regionali. Di solito sono infilati in gruppo da circa dodici unità in una corda.
In Bielorussia, Russia e Ucraina i bublik e i baranka di solito non sono considerati un tipo di pane, ma un alimento da pasticceria da consumare come complemento al tè o al caffè. Pertanto, l'impasto del bublik è generalmente più dolce e denso di quello della pasta bagel e solitamente vengono smaltati con tuorlo d'uovo. Di gran lunga la varietà più popolare di bublik presenta una generosa quantità di semi di papavero.

## Tipologie
Una classe di tali rotoli anulari è comune nelle cucine dell'Europa orientale. Il bublik ucraino è simile ad un bagel ashkenazita, ma è più grande e presenta un buco centrale più largo. Il baranka russo (in russo баранка?) è un anello di pasta un po' 'più piccolo di un bublik, ma anche più sottile e asciutto. I sushka (in russo сушка?) è una variante di bublik ancora più piccola e asciutta, del diametro di circa 5 cm, e ha la consistenza di un cracker duro.
In russo e in ucraino, la parola "bublik" è spesso usata come designazione generica per qualsiasi prodotto a forma di anello di questo tipo. In russo, baranka è anche usato come termine generico simile, mentre "prodotti tipo baranka" (in russo бараночные изделия?, Baranochnye izdeliya) è una designazione formale della classe del prodotto. Il termine affine obarinok (in russo обарінок?) o obvarinok (in russo обварінок?) è talvolta usato come sinonimo di bublik o baranka in Ucraina. I bublik o baranka sono conosciuti come abaranak абаранак in bielorusso e riestainis o baronkos in lituano.
L'obwarzanek polacco è realizzato con la stessa tecnologia dei bublik o baranka, ma la sua forma più comune, obwarzanek krakowski, ha una forma ad anello intrecciata.